# Робінвуд (Меріленд)
Робінвуд (англ. Robinwood) — переписна місцевість (CDP) в США, в окрузі Вашингтон штату Меріленд. Населення — 7397 осіб (2020).

## Географія
Робінвуд розташований за координатами 39°37′35″ пн. ш. 77°39′47″ зх. д. / 39.62639° пн. ш. 77.66306° зх. д. (39.626518, -77.663008).  За даними Бюро перепису населення США в 2010 році переписна місцевість мала площу 10,00 км², уся площа — суходіл.

## Демографія
Згідно з переписом 2010 року, у переписній місцевості мешкало 6918 осіб у 2806 домогосподарствах у складі 1742 родин. Густота населення становила 692 особи/км².  Було 3044 помешкання (305/км²).
Расовий склад населення:
| - 80,0 % — білих - 10,5 % — чорних або афроамериканців - 4,8 % — азіатів - 0,2 % — корінних американців - 1,5 % — осіб інших рас |

До двох чи більше рас належало 3,0 %. Частка іспаномовних становила 5,4 % від усіх жителів.
За віковим діапазоном населення розподілялося таким чином: 25,3 % — особи молодші 18 років, 58,9 % — особи у віці 18—64 років, 15,8 % — особи у віці 65 років та старші. Медіана віку мешканця становила 36,5 року. На 100 осіб жіночої статі у переписній місцевості припадало 92,6 чоловіків;  на 100 жінок у віці від 18 років та старших — 88,9 чоловіків також старших 18 років.
Середній дохід на одне домашнє господарство  становив 87 741 долар США (медіана — 62 100), а середній дохід на одну сім'ю — 103 709 доларів (медіана — 72 711). Медіана доходів становила 58 182 долари для чоловіків та 42 647 доларів для жінок. За межею бідності перебувало 8,9 % осіб, у тому числі 12,6 % дітей у віці до 18 років та 11,0 % осіб у віці 65 років та старших.
Цивільне працевлаштоване населення становило 3632 особи. Основні галузі зайнятості: освіта, охорона здоров'я та соціальна допомога — 23,2 %, науковці, спеціалісти, менеджери — 13,4 %, роздрібна торгівля — 13,3 %.